# Флакон

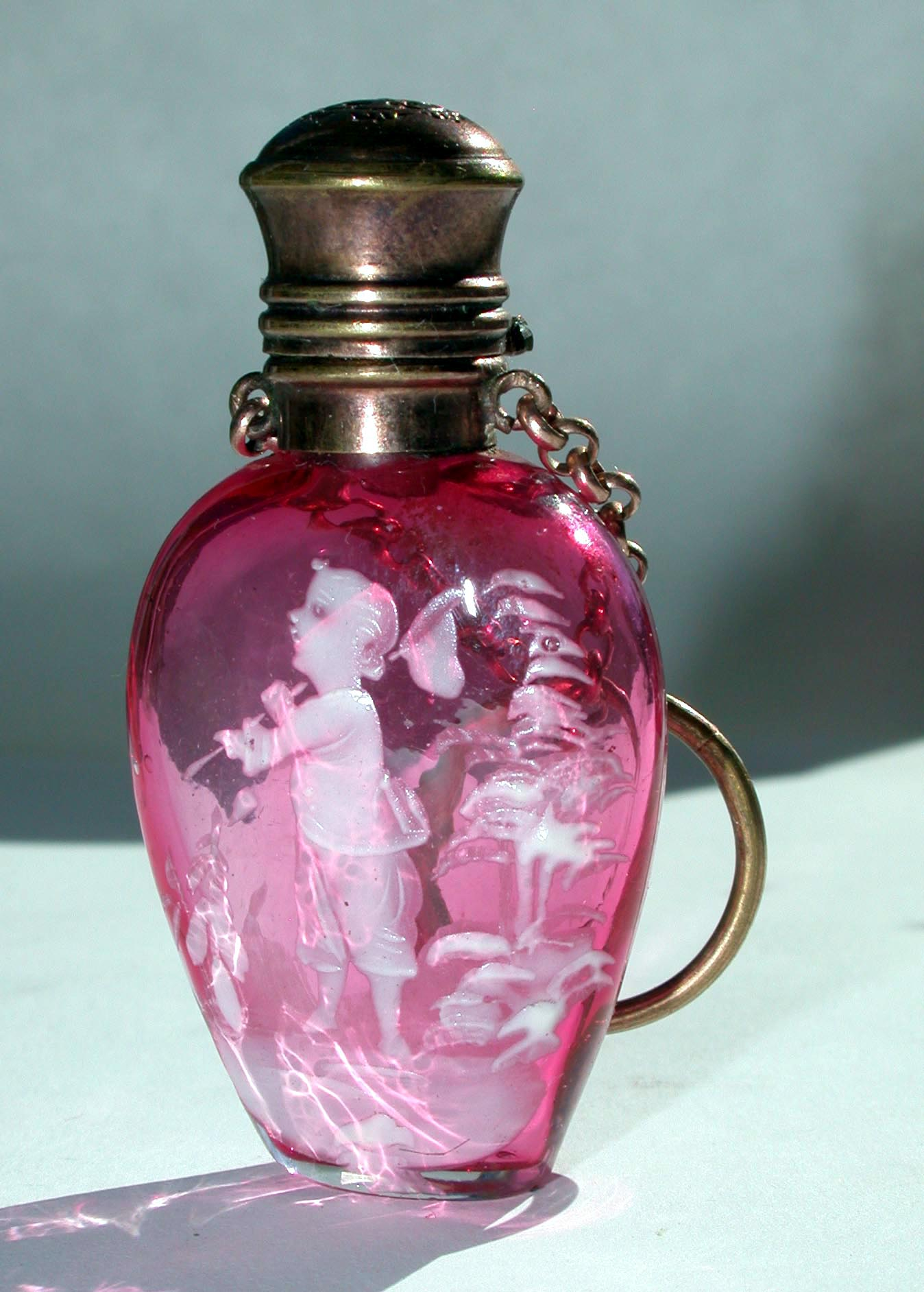
Флакон для нюхательной соли

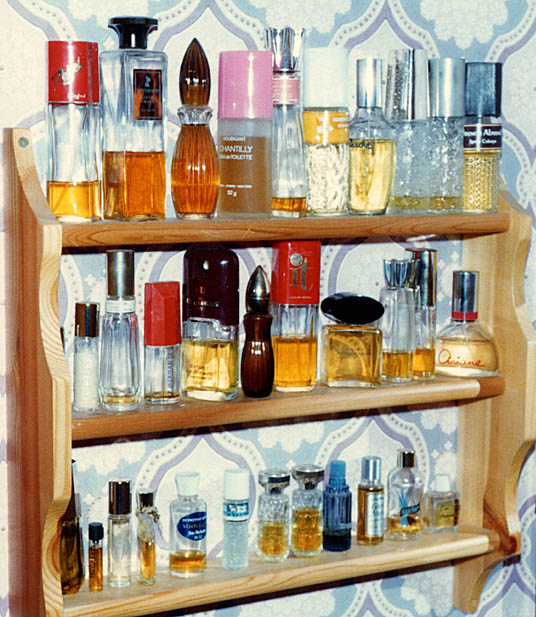
Парфюмерные флаконы

Флакон от (фр. le flacon), что является производным от (лат. flasco) — «бутылка для вина» — специальная тара для хранения жидкостей, сыпучих и таблетированных веществ. Используется в парфюмерной, пищевой и фармацевтической промышленности, а также иногда для сохранения предметов религиозного культа (святой воды, лампадного масла и т. п.). В странах Азии специальные флаконы используются для сохранения нюхательного табака. История флакона неразрывно связана с историей косметики, парфюмерии и духов.
Флакон является важной частью имиджа парфюмерного изделия. Антикварные и винтажные флаконы для духов и масел — популярный предмет коллекционирования. Стоимость редких старинных флаконов от духов на аукционах доходит до нескольких десятков тысяч долларов США.

## Материалы и особенности
Флаконы изготавливают из полимерных материалов либо стекла, горного хрусталя, а также керамики, металла, полудрагоценных камней, иногда дерева. Оформление флаконов отличается огромным разнообразием — используется окрашенный или натуральный материал, различные техники декорирования (инкрустация, чеканка, резьба по камню и стеклу, роспись, фольгирование, печать, объёмные детали из стекла, металла, фарфора или пластмассы). Форма флакона также может быть любой — встречаются флаконы в форме животных, растений, предметов обихода, цветов, фигурок людей, флаконы абстрактных очертаний и т. п. Флакон может быть двойным — содержать в себе два вместилища для жидкостей или сыпучих веществ, а также являться частью либо центральной деталью подсвечника, лампы, ювелирного украшения.
Флакон всегда имеет не перфорированную крышку, препятствующую испарению жидкости — корковую пробку, притёртую стеклянную крышку, стеклянный стоппер с пластиковой прокладкой-«гармошкой», крышку со встроенным спреем и помпой-«грушей». Крышка может располагаться как наверху флакона, так и сбоку или внизу. В современных флаконах для духов, туалетной воды и других косметических субстанций, изготавливаемых промышленным способом, используются винтовые крышки или крышки со встроенным спреем (флаконы-атомайзеры). Стеклянные флаконы ручной работы, изготавливаемые в технике фьюзинг, имеют стеклянные притёртые крышки. Флаконы для масляных жидкостей используют винтовые крышки со встроенными пипетками или капельницами.

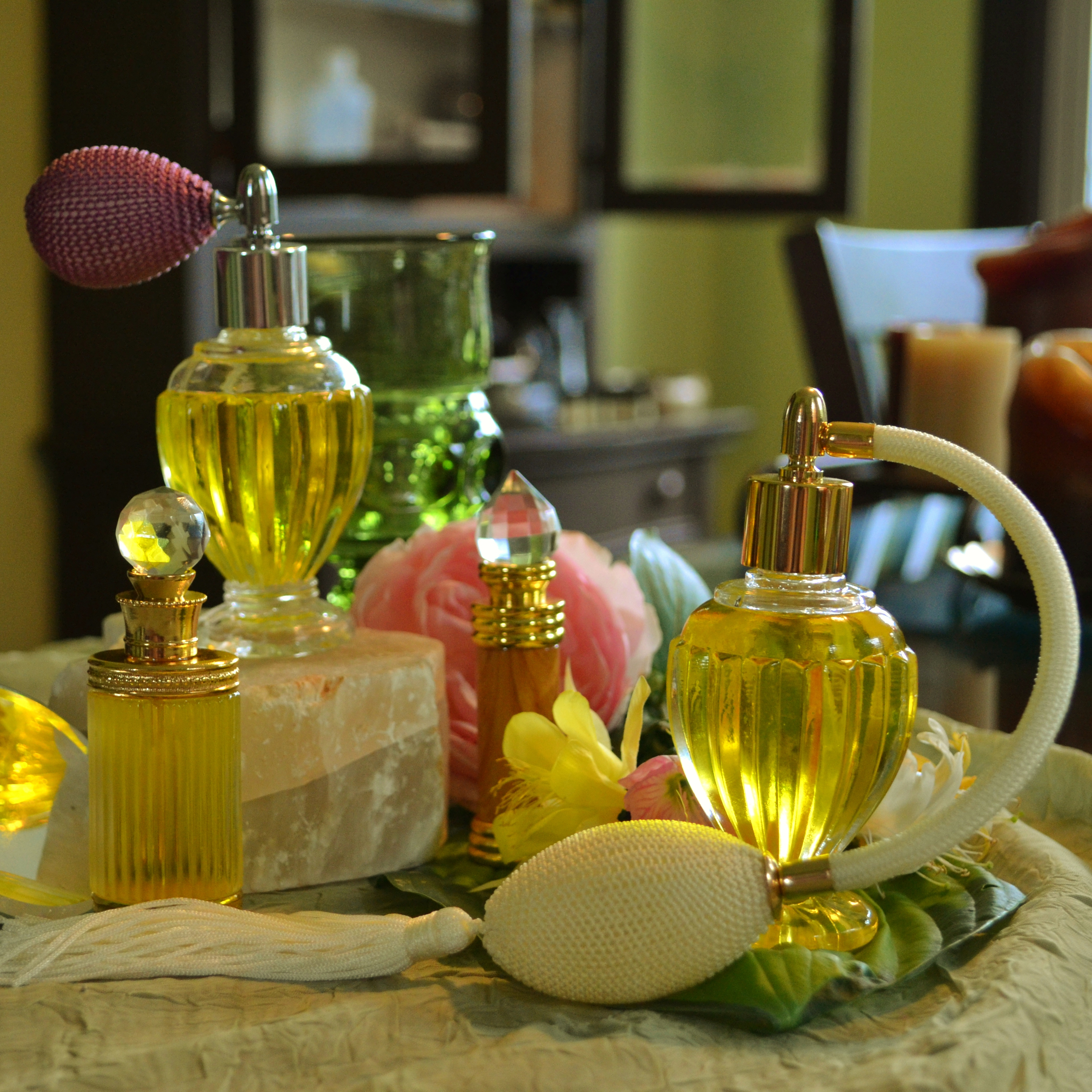
Флаконы для духов с помпой и "спреем" (аэрозольным распылителем) - пульверизатором
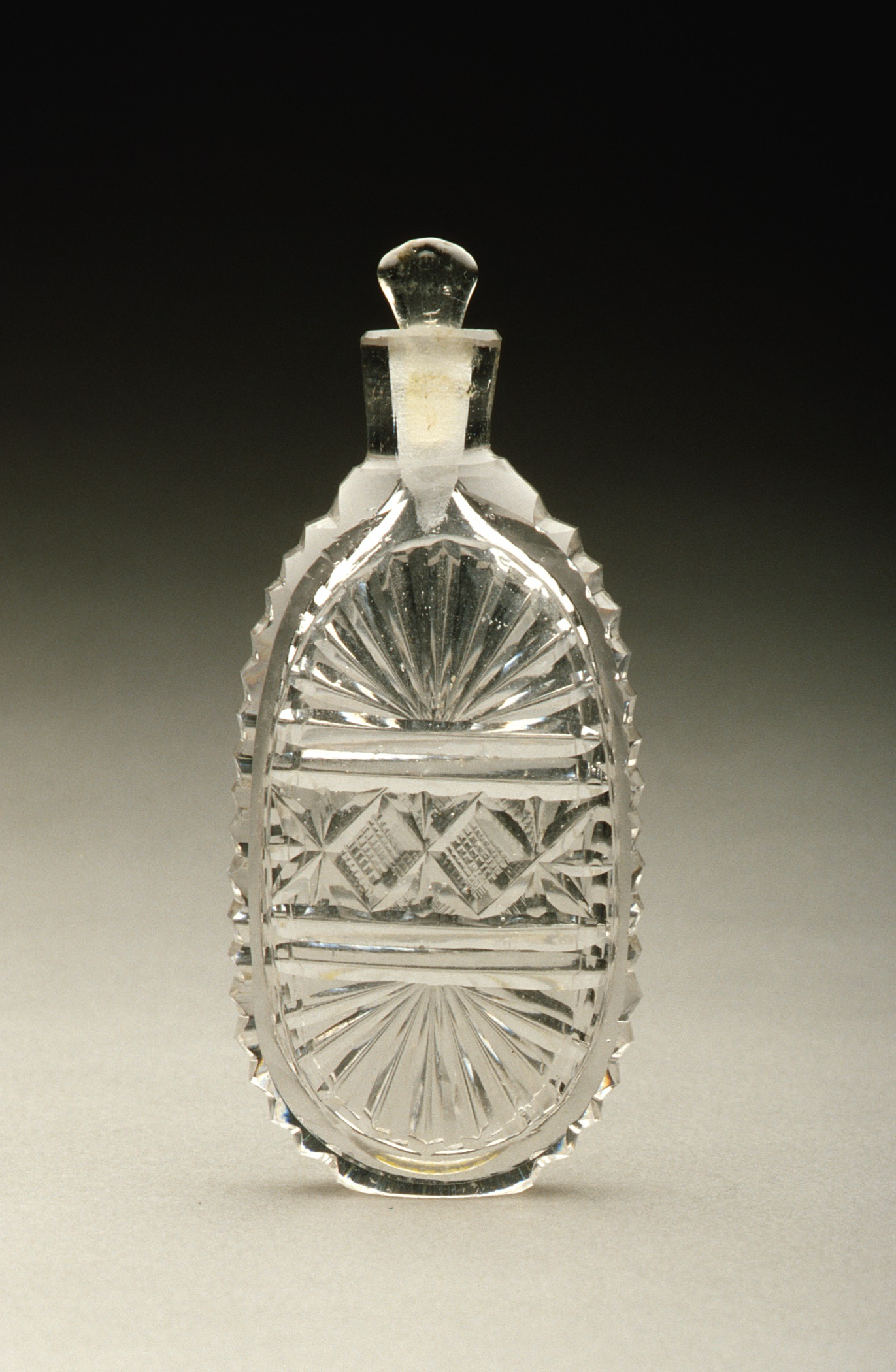
Флакон резного стекла
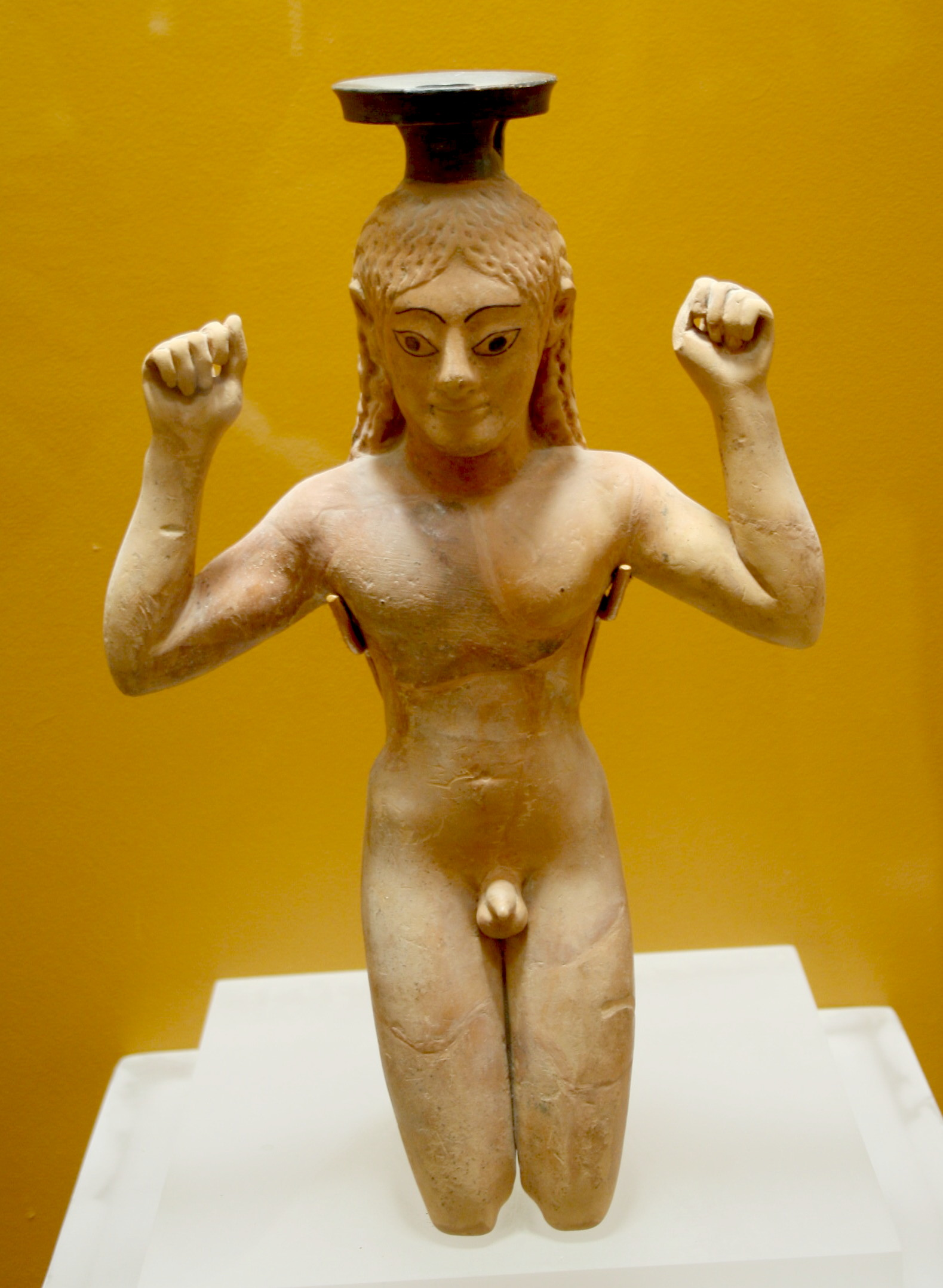
Античный флакон в форме человеческой фигуры
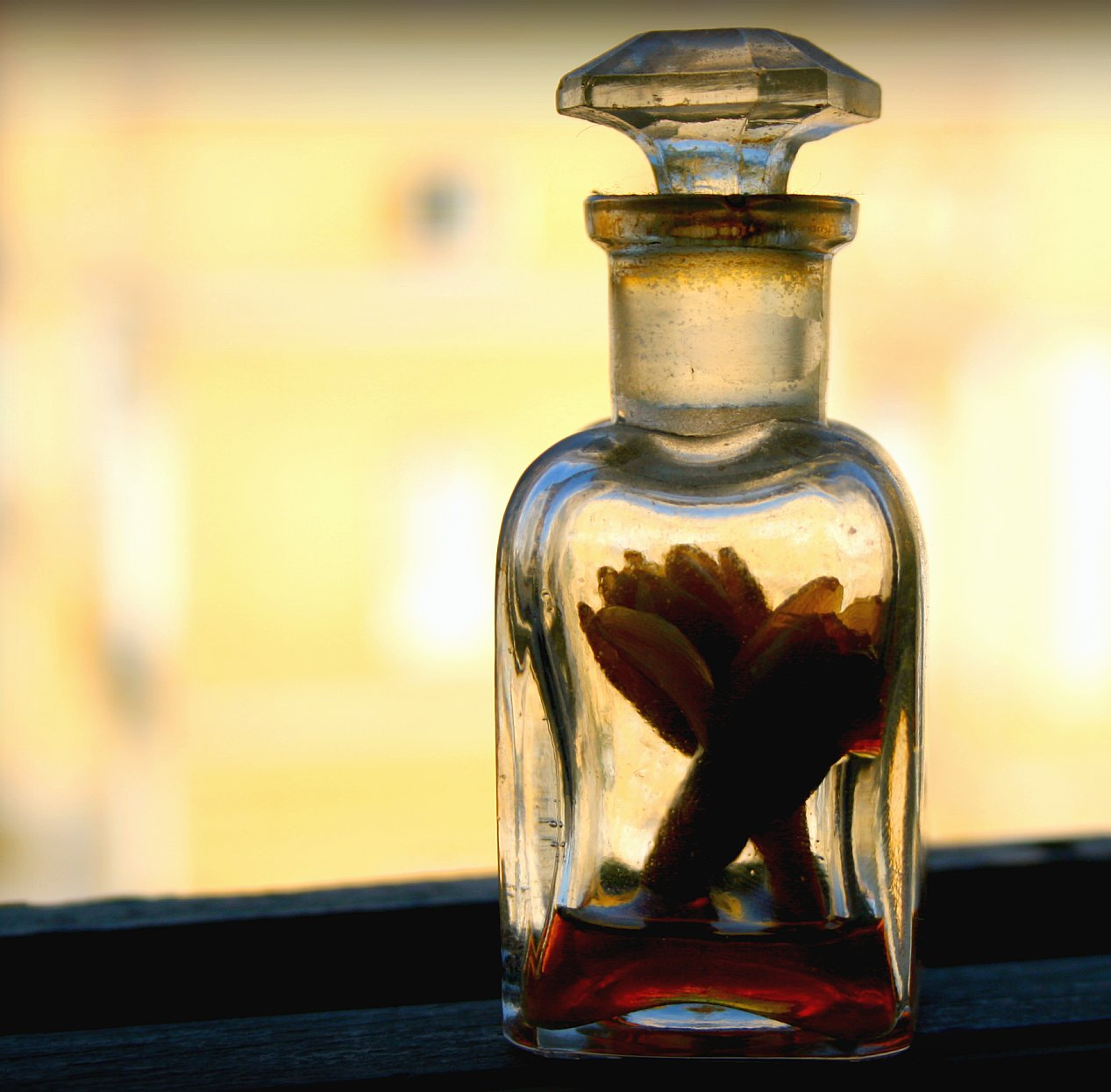
Флакон с притёртой стеклянной крышкой
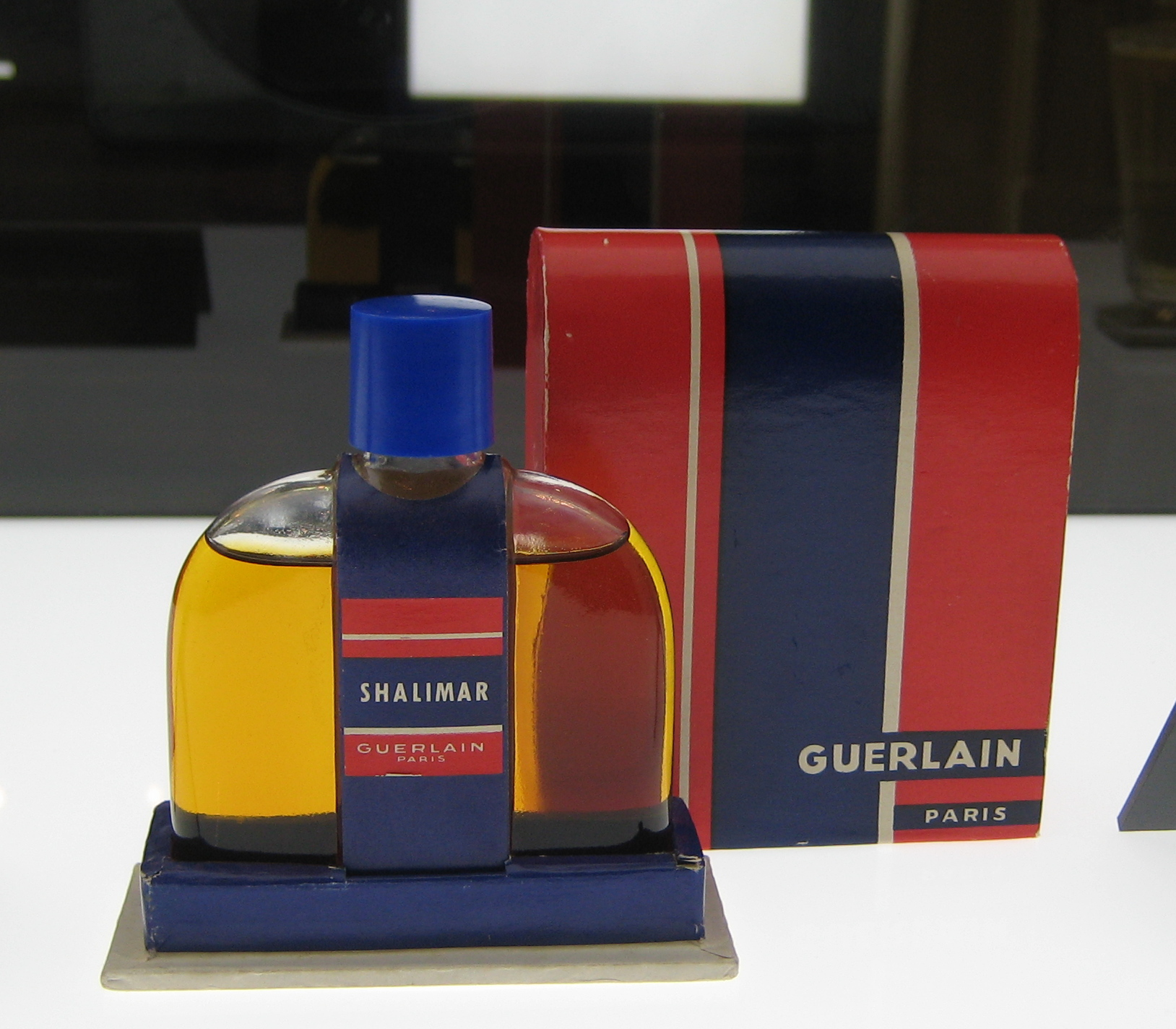
Флакон с духами
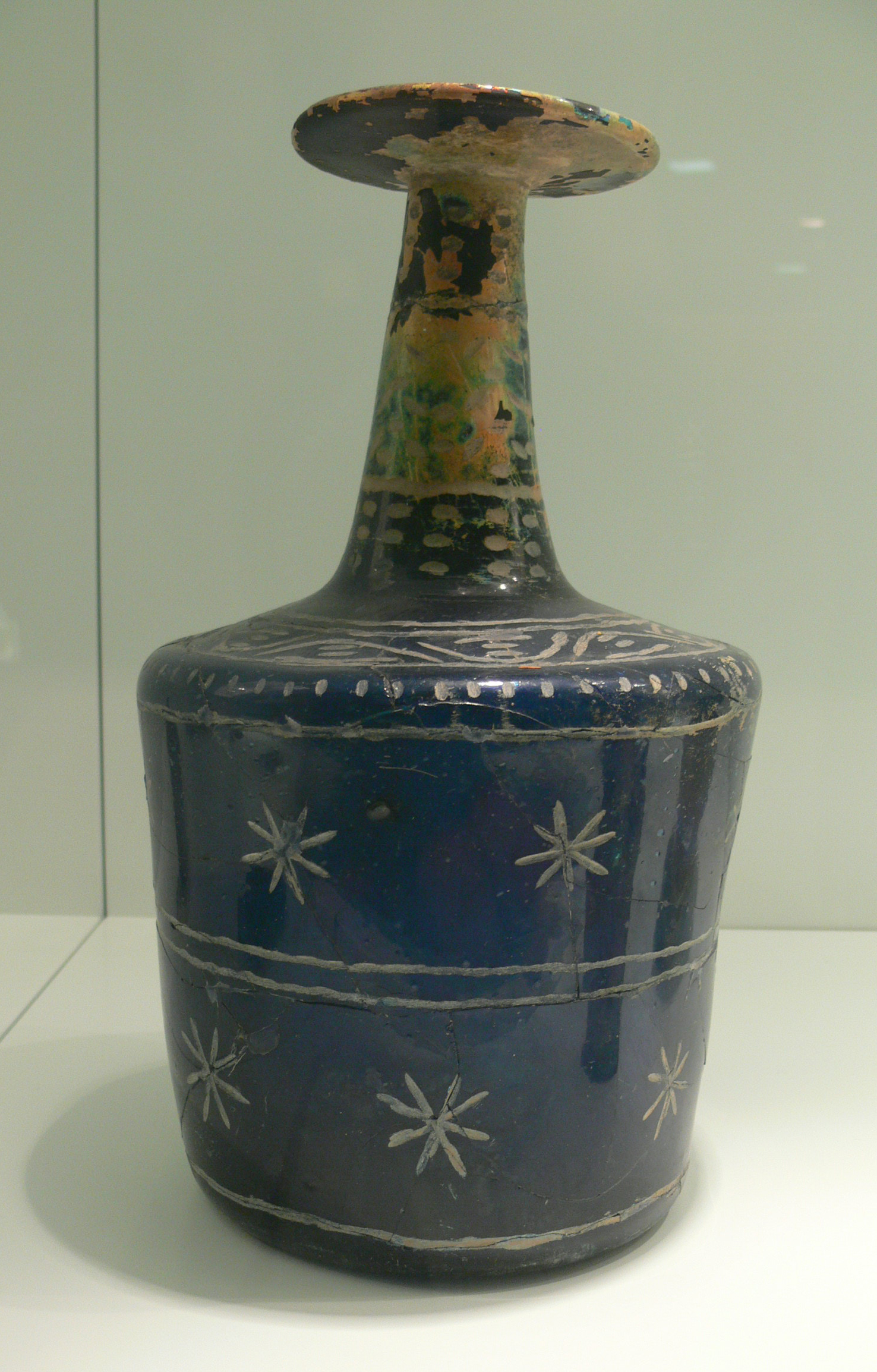
Керамический флакон, Иран
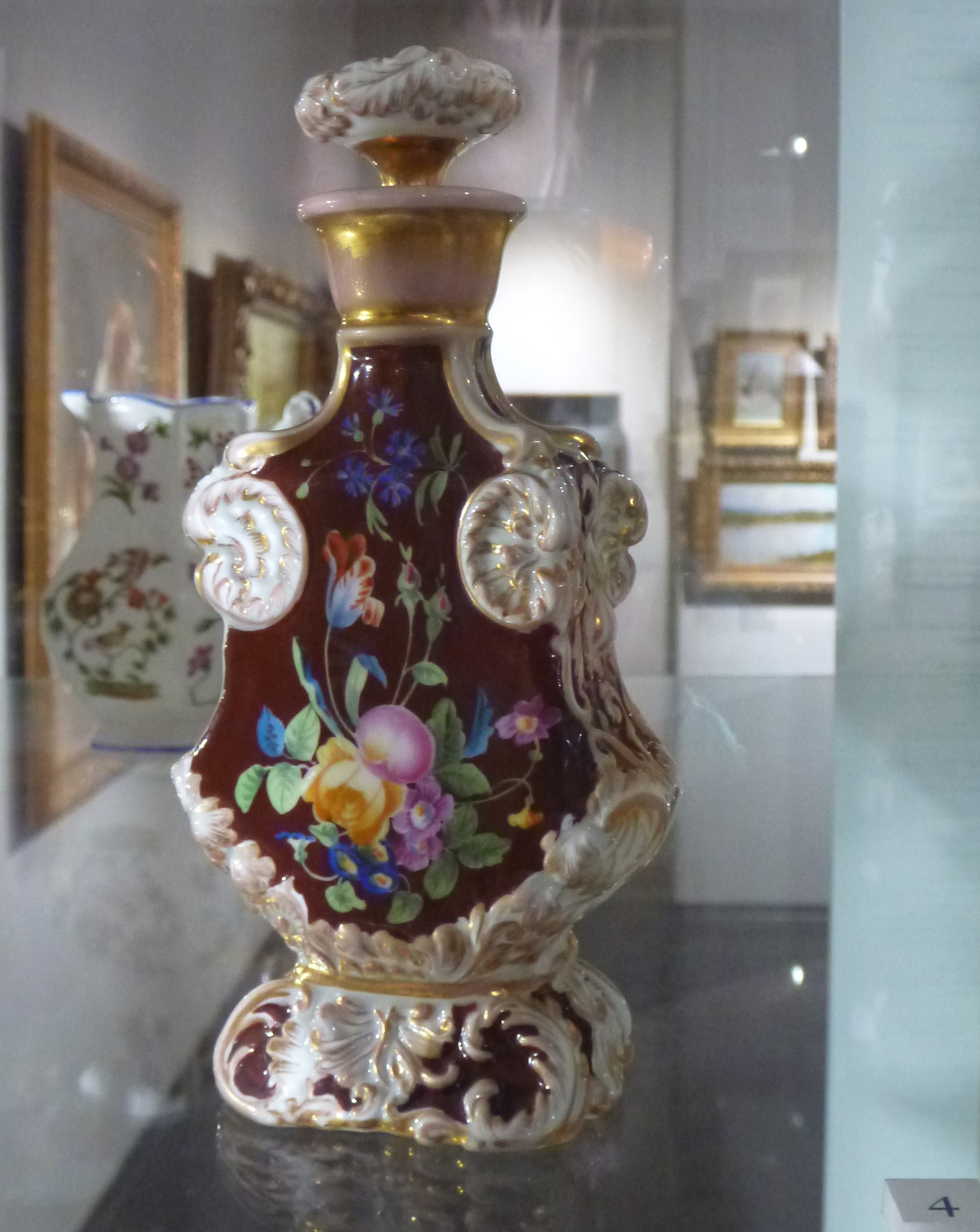
Фарфоровый флакон XIX века
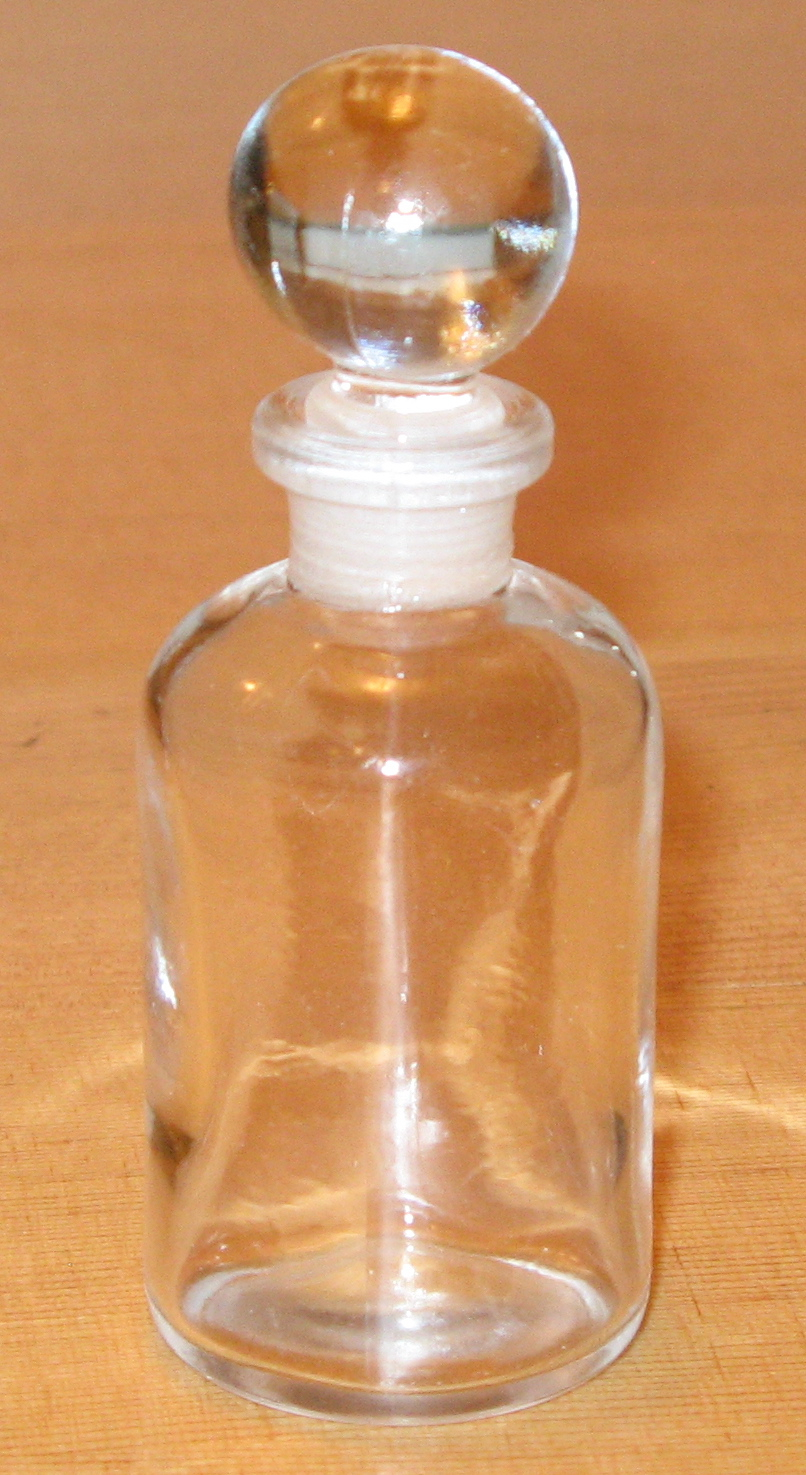
Флакон со стеклянным стоппером с пластиковой прокладкой-гармошкой
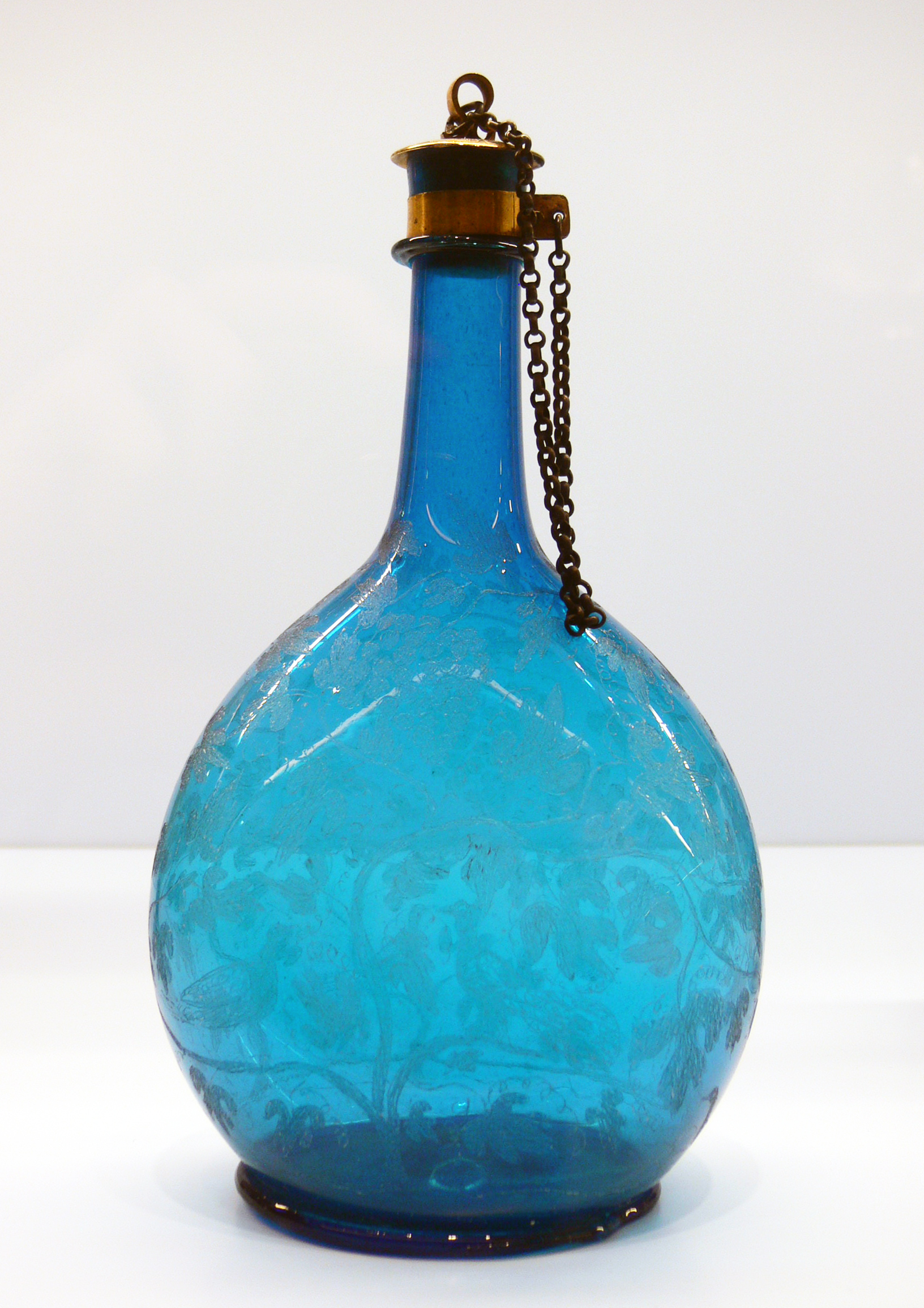
Флакон синего стекла с металлической винтовой крышечкой

## Основные типы
Флаконы принято делить на три основных типа:
Splash — в переводе с французского означает «всплеск». Это ёмкости для хранения парфюмерных жидкостей с винтовой крышкой или простой стеклянной пробкой. Особенностью такого флакона является то, что он достаточно уязвим, т.к. пробка может случайно открыться.
Spray — флаконы, оснащённые пульверизатором (устройство для распыления жидкостей). Пульверизатор был изобретён в конце XIX века и вначале представлял собой выведенную наружу эластичную трубку с «грушей»-помпой на конце, которая крепилась к колпачку флакона. В современном мире флаконы типа «Spray» были существенно усовершенствованы. Их принцип работы заключается в том, что флакон заполняют специальным газом под давлением, который и служит для  «распыления» жидкости после нажатия на пульверизатор, вмонтированный в крышку флакона.
Roll-on — наименее популярный тип флакона. В основе его конструкции лежит шарик, который вмонтирован в горлышко флакона. Шарик попеременно соприкасается с парфюмом внутри флакона и кожей человека, тем самым нанося парфюм на тело. Недостаток устройства такого флакона в том, что духи в нём долго не хранятся и выветриваются из-за негерметичности конструкции. 

## Флаконы в медицине и фармакологии

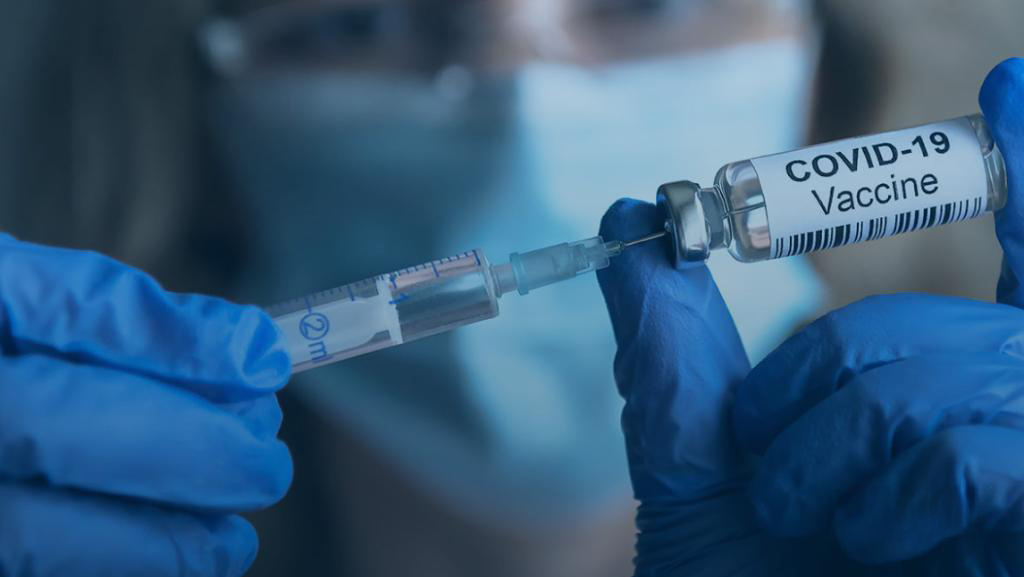
Набор раствора вакцины в шприц из флакона с алюморезиновой пробкой
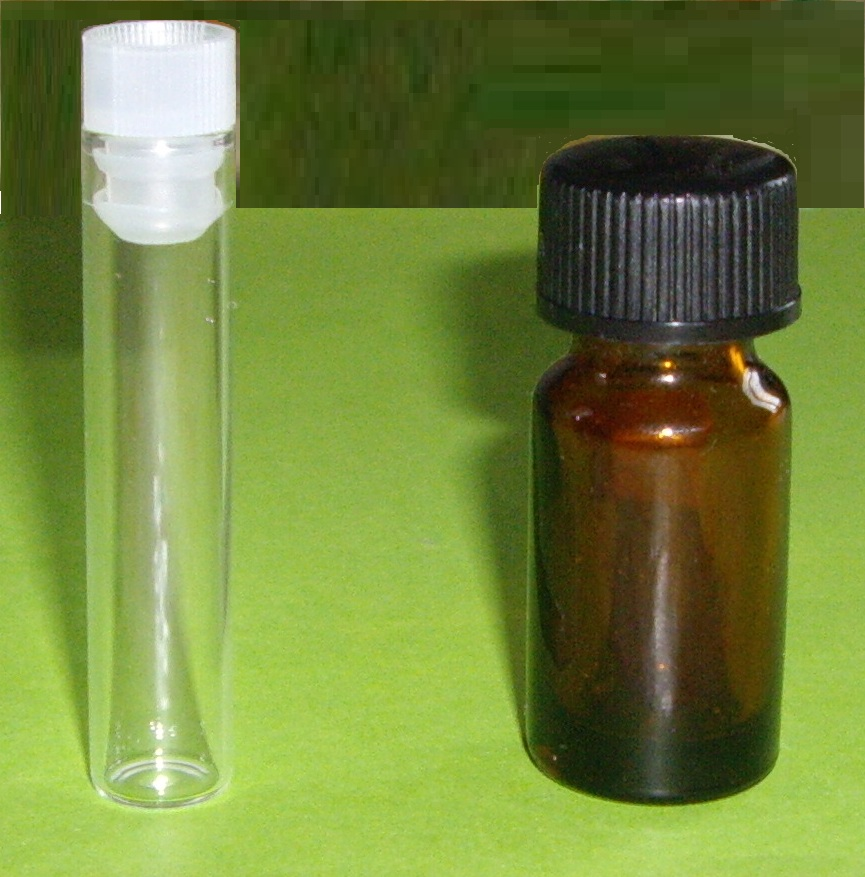
Стеклянные флаконы с пробками для различных форм лекарственных средств
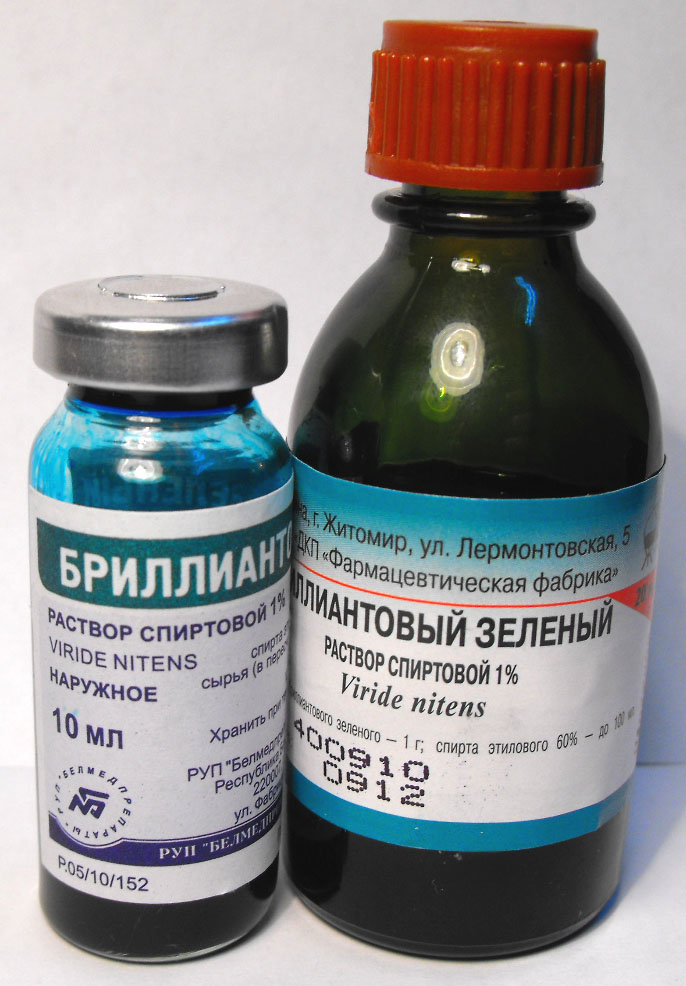
Спиртовые растворы бриллиантового зелёного в стеклянных флаконах разного типа